# Lines, Vines and Trying Times
Lines Vines And Trying Times is het vierde studioalbum van The Jonas Brothers. Het verscheen in de Verenigde Staten op 16 juni 2009. Het album is het derde album dat de groep uitbrengt op het label Hollywood Records.

## Tracklist
| Nr. | Titel                                      | Schrijver(s)                                                  | Duur |
| --- | ------------------------------------------ | ------------------------------------------------------------- | ---- |
| 1.  | World War III                              | Nick Jonas                                                    | 3:12 |
| 2.  | Paranoid                                   | N. Jonas, Joe Jonas, Kevin Jonas, Cathy Dennis                | 3:38 |
| 3.  | Fly with Me                                | N. Jonas, J. Jonas, K. Jonas, Greg Garbowsky                  | 3:54 |
| 4.  | Poison Ivy                                 | N. Jonas, J. Jonas, K. Jonas, Garbowsky                       | 4:08 |
| 5.  | Hey Baby                                   | N. Jonas                                                      | 3:18 |
| 6.  | Before the Storm (met Miley Cyrus)         | N. Jonas, J. Jonas, K. Jonas, Cyrus                           | 4:26 |
| 7.  | What Did I Do to Your Heart                | N. Jonas, J. Jonas, K. Jonas                                  | 3:17 |
| 8.  | Much Better                                | N. Jonas, J. Jonas, K. Jonas                                  | 4:35 |
| 9.  | Black Keys                                 | N. Jonas                                                      | 3:48 |
| 10. | Don't Charge Me for the Crime (met Common) | N. Jonas, J. Jonas, K. Jonas, Ryan Liestman, Lonnie Lynn, Jr. | 3:59 |
| 11. | Turn Right                                 | N. Jonas, J. Jonas, K. Jonas                                  | 2:48 |
| 12. | Don't Speak                                | N. Jonas, J. Jonas, K. Jonas, John Fields                     | 3:55 |
| 13. | Keep It Real (bonus)                       | N. Jonas, J. Jonas, K. Jonas                                  | 2:51 |

## Hitnotering
| "Lines, Vines and Trying Times" in de Nederlandse Album Top 100 - binnen: 20-06-2009 | "Lines, Vines and Trying Times" in de Nederlandse Album Top 100 - binnen: 20-06-2009 | "Lines, Vines and Trying Times" in de Nederlandse Album Top 100 - binnen: 20-06-2009 | "Lines, Vines and Trying Times" in de Nederlandse Album Top 100 - binnen: 20-06-2009 | "Lines, Vines and Trying Times" in de Nederlandse Album Top 100 - binnen: 20-06-2009 | "Lines, Vines and Trying Times" in de Nederlandse Album Top 100 - binnen: 20-06-2009 |
| Week                                                                                 | 01                                                                                   | 02                                                                                   | 03                                                                                   | 04                                                                                   |                                                                                      |
| ------------------------------------------------------------------------------------ | ------------------------------------------------------------------------------------ | ------------------------------------------------------------------------------------ | ------------------------------------------------------------------------------------ | ------------------------------------------------------------------------------------ | ------------------------------------------------------------------------------------ |
| Nummer                                                                               | 21                                                                                   | 39                                                                                   | 76                                                                                   | 88                                                                                   | uit                                                                                  |